# Most napędowy
Most napędowy – to zespół elementów nośnych i mechanizmów napędowych, spełniający zadania osi przejmującej część ciężaru pojazdu oraz przekazujący napęd z wału napędowego na koła jezdne.

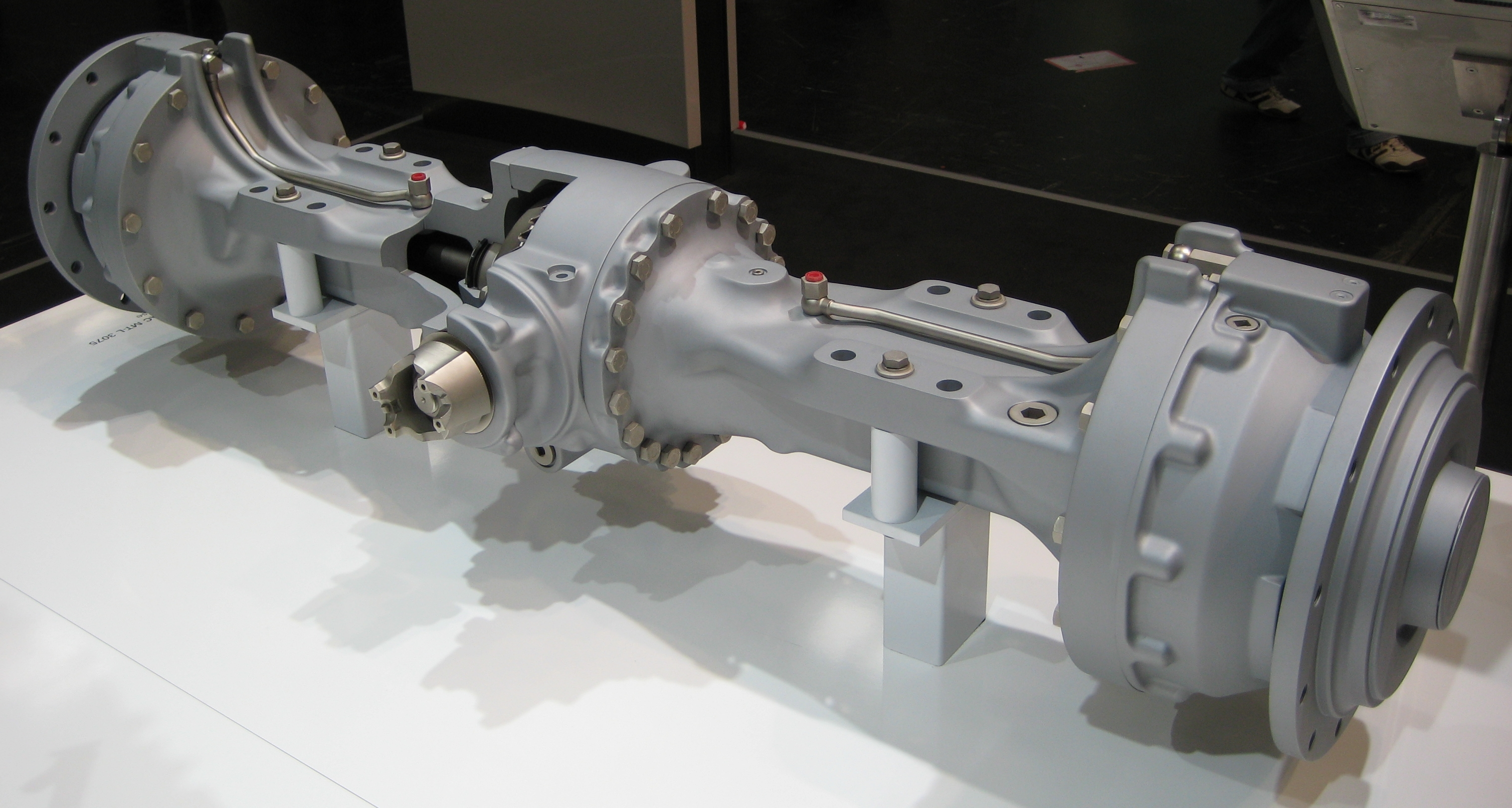
Most napędowy.

## Rodzaje i budowa
Podział mostów napędowych ze względu na usytuowanie mostu:
- tylne
- środkowe
- przednie

Podział mostów napędowych ze względu na sposób powiązania z kołami:
- sztywne
- łamane z niezależnym zawieszeniem kół

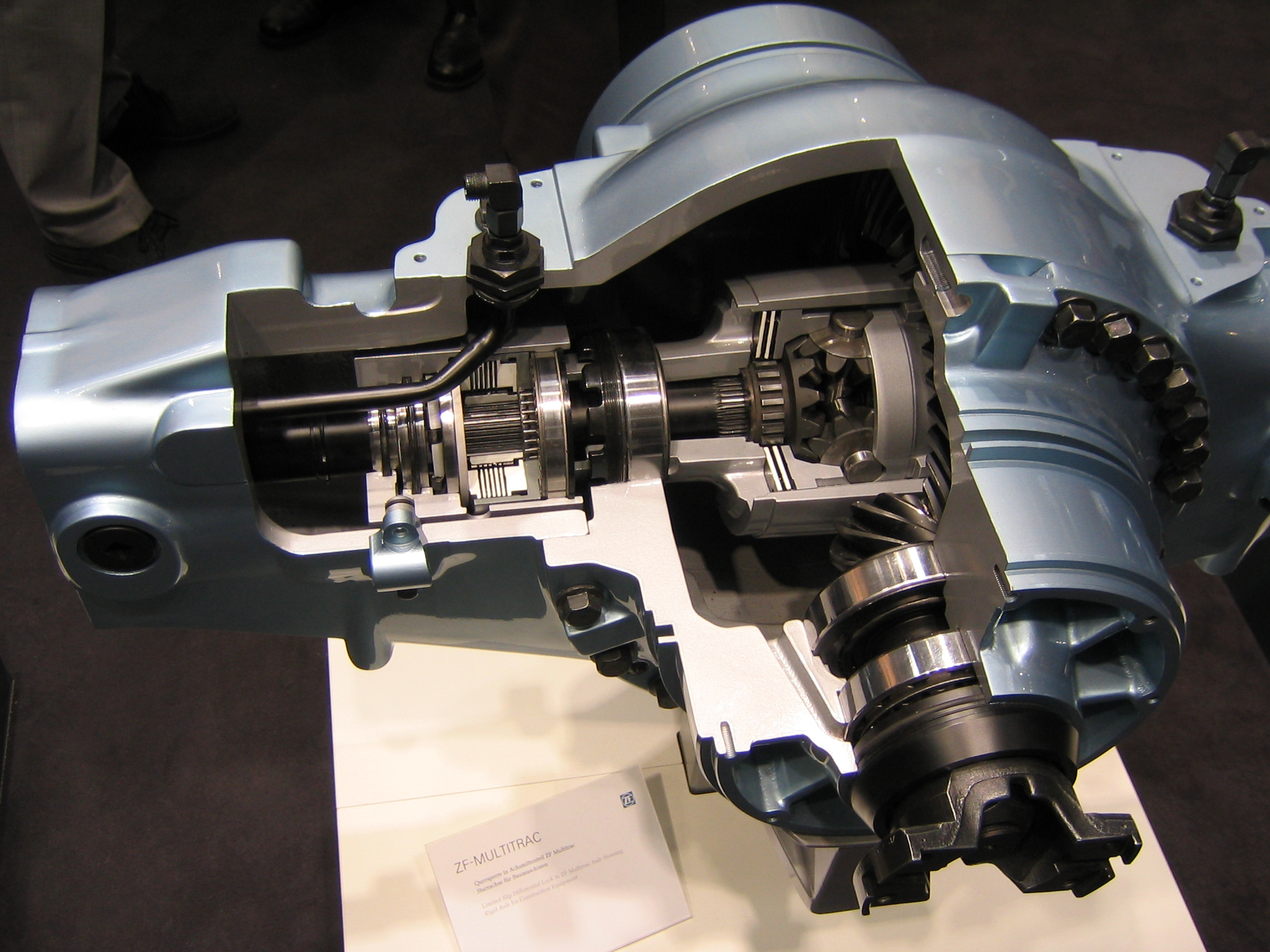
Przekładnia główna, mechanizm różnicowy i półosie

W skład mostów napędowych wchodzą następujące mechanizmy:
- przekładnia główna
- mechanizm różnicowy
- półosie
- pochwa reakcyjna (obudowa – stosowana tylko w sztywnych mostach napędowych)[1].